# 드문 사건
드문 사건은 빈도가 낮은 사건으로, 잠재적으로 광범위한 영향을 미치고 사회를 불안정하게 만들 수있는 드물거나 가설적인 사건과 관련하여 자주 사용된다. 드문 사건은 자연 현상과 인위적 요인이 복잡한 방식으로 상호 작용하는 현상 (전염병 확산, 지구 온난화 관련 기후 및 날씨 변화 등) 뿐만 아니라 자연 현상 (지진, 해일, 허리케인, 홍수, 소행성 충돌, 태양 플레어 등), 인위적 위험 (전쟁 및 관련 형태의 폭력적 분쟁, 테러 행위, 산업 재해, 재정적 및 상품 시장 파탄 등)을 포함한다.

## 같이 보기
- 흑고니 이론
- 극치 이론
- 세계 변동 위험
- 드문 사건 표집